# Hortensia Blanch Pita
Hortensia Blanch Pita (1914–2004) là nữ nhà văn sinh ở Cuba và sống ở Tây Ban Nha và México. Bà đã viết một quyển sách kể về sự kết thúc của Nội chiến Tây Ban Nha, quyển sách đã được xuất bản tại México. Bà viết dưới bút danh Silvia Mistral . Bà có niềm yêu thích trọn đời với phim ảnh và bà mất ở México.

## Cuộc đời
Blanch sinh vào ngày 1 tháng 12 năm 1914 tại Havana. Cha mẹ của bà là người Catalan và Galician. Từ năm 1920 đến năm 1926, gia đình bà sống tại vùng Terra Chá ở Galicia. Sau đó, họ quay trở về Cuba cho đến khi Tây Ban Nha tuyên bố nền cộng hòa lần thứ 2 và họ đã chuyển đến Barcelona ở Catalonia. Công việc của Blanch là làm việc ở một công ty hóa chất nhưng niềm đam mê của bà lại là phim ảnh. Bà đã làm việc cho Paramount Pictures và Metro Pictures ở Tây Ban Nha. Ở đấy, bà kết bạn với nhiếp ảnh gia Kati Horna.
Ở tuổi 18, bà bắt đầu viết cho các tờ báo Las Noticias và El Día Gráfico. Thời kì Nội chiến Tây Ban Nha nổ ra, bà vẫn tiếp tục sự nghiệp viết của mình. Khi lực lượng quốc gia chiếm đóng Catalonia, bà trở về nơi làm việc tại một công ty phân phối phim và ngắm nhìn Barcelona như thể chìm trong biển lửa. Thành phố không bị cháy nhưng công ty của bà đã đốt phim cộng hòa và những người khác đang đốt hồ sơ nhân viên, sách cấm và thẻ đảng viên chính trị của họ. Vài ngày sau đó, họ thấy người dân địa phương cũng đốt những thứ liên quan đến cộng hòa và lá cờ Catalan.
Blanch rời châu Âu đến México. Đối tác của cô là người theo chủ nghĩa vô chính phủ Ricardo Mestre. Tự sự của bà dưới góc nhìn của một người tị nạn vào cuối Nội chiến Tây Ban Nha đã được xuất bản bởi tờ báo México "Hoy" và sau đó nó được xuất bản dưới dạng sách Éxodo. Diario de una refugiada española vào năm 1940. Ở México, bà tiếp tục công việc đánh giá phim ảnh và đồng thời viết vài cuốn sách.
Blanch qua đời tại Thành phố México ngày 21 tháng 8 năm 2004.

## Tác phẩm
- Éxodo, diario de una refugiada española. 1940
- Violetas imperiales
- Madréporas. Ed. Minerva. 1944
- La cola de la sirena (Stories from Mexico for young readers). Ed. Trillas. 24 pp. ISBN 978-968-24-1389-6. 1983
- Mingo, el niño de la banda. Ed. Trillas. 32 pp. ilustró Bruno López. ISBN 978-968-24-1809-9. 1985
- La Cenicienta china. Ed. Trillas. 32 pp. il. ISBN 978-968-24-1837-2. 1986
- La bruja vestida de rosa. Ed. Trillas. 32 pp. ISBN 978-968-24-2546-2. 1988